# غيلبرت براون ويلسون
غيلبرت براون ويلسون (بالإنجليزية: Gilbert Brown Wilson)‏ هو رسام أمريكي، ولد في 7 مارس 1907 في تير هوت في الولايات المتحدة، وتوفي في 16 يناير 1991 في فرانكفورت في الولايات المتحدة.